# 너의 밤이 되어줄게
《너의 밤이 되어줄게》는 2021년 11월 7일부터 2022년 1월 23일까지 방영된 SBS 일요 드라마이다. 2001년 8월 12일 종영된 《메디컬 센터》 이후 20년 만의 SBS 일요드라마 부활작이나 전체 비슷한 형태(시추에이션 단막극)로 치자면 2011년 《더 뮤지컬》이후 10년 만이다.

## 기획의도
몽유병을 앓고 있는 월드스타 아이돌과 비밀리에 이를 치료해야 하는 신분 위장 입주주치의의 달콤 살벌한, 멘탈 치유 로맨스!

## 제작진

### 제작
- 신인수, 황동섭, 이성진

### 제작사
- 빅오션ENM
- 슈퍼문픽쳐스

### 연출
- 안지숙

### 극본
- 서정은, 유소원, 해연

## 등장인물

### 주요 인물
- 정인선 : 인윤주 역 (아역 서이수) - 몽유병을 앓고 있는 월드스타 윤태인을 비밀리에 치료해야 하는 신분을 위장한 인물. 효도관광 '노노투어'의 5년차 여행가이드, 강선주의 쌍둥이 동생
- 이준영 : 윤태인 역 (아역 김지훈) - 루나의 멤버로, 메인보컬, 프로듀서, 리더
- 장동주 : 서우연 역 - 루나의 멤버로, 기타, 서브보컬, 루나 멤버들의 정신적 지주이자 실질적 리더
- 김종현 : 이신 역 - 루나의 멤버로, 베이시스트, 서브보컬
- 윤지성 : 김유찬 역 - 루나의 멤버로, 드럼, 서브보컬, 루나의 맏형
- 김동현 : 우가온 역 - 루나의 멤버로, 건반, 서브보컬, 루나의 막내

### 주변 인물
- 정인선 : 강선주 역 (아역 서이수) - 외국으로 입양된 윤주의 쌍둥이 언니, 정신과 전문의, 한국이름 '인선주'
- 서혜원 : 정바른 역 - 윤주의 절친, 카페 사장
- 하영 : 채지연 역 - 장엔터 소속배우, 이신과 비밀 연애중
- 곽자형 : 문 대표 역 - MM엔터의 대표이사, '대니얼 문', 본명 '문필순'
- 최환이 : 길순남 역 - MM엔터의 6년차 직원, 루나의 매니저이자 실장
- 이세창 : 장 대표 역 - 장엔터의 대표, 본명 '장춘식'
- 박지원 : 효빈 역 - MM엔터 소속가수

### 그 외 인물
- 조재룡 : 남진상 역 - 효도관광 '노노투어'의 사장
- 박광재 : 박계장 역 - 사채업자
- 마성민 : 곽두팔 역 - 사채업자
- 박소은 : 홍재은 역 - MM엔터 홍보팀 직원
- 이용이 : 초롱 역 - '노노투어'로 관광하러 다니는 할머니
- 김익태 : 홍석 역 - '노노투어'로 관광하러 다니는 할아버지
- 박혜진 : 명자 역 - '노노투어'로 관광하러 다니는 할머니
- 이도하 : 제이 역 - 장엔터 소속그룹 '하이엔드'의 멤버
- 이자령 : 의사 역 - 강선주의 선배의사
- 배진예 : 민 기자 역
- 목진주 : 사생 여고생 역
- 전예림 : 사생 여고생 역
- 김소연 : 호텔 VIP 리셉션 역
- 이광익 : 투자했는데 망한 남자 역
- 옥일재 : 호텔 직원 역
- 김세동 : 책방 주인 역
- 신준철 : 기운찬 역 - 정신건강의학과 전문의
- 변윤정 : 김유찬의 어머니 역
- 이수언 : 명품샵 앞에서 유찬과 사진 찍는 여자 역
- 이재은 : 사진 찍어달라고 얘기하는 등산객 역
- 옥주리 : 사진 찍어달라고 얘기하는 등산객 역
- 백수현 : 루나 안티팬 여고생 역
- 김유진 : 루나 안티팬 여고생 역
- 김경호 : 노상훈 역 - 신인 아이돌그룹 '블루문'의 멤버, 학폭 가해자
- 이동근 : 공연장 스태프 역
- 박교린 : 신경외과 의사 역
- 김주아 : 김연정 역 - 라디오 작가
- 엄옥란 : 우가온의 어머니 역
- 박진수 : 학교폭력 원본영상을 가지고 있는 남자 역
- 박은영 : 서비스 주는 음식점 사장 역
- 김태원 : 서우연의 친구 역
- 오진석 : 태인의 광고촬영 사진작가 역
- 김한결 : 제임스(현우) 역 - 강선주의 담당 환자, 미국으로 입양된 남자
- 차예준 : 서우연의 친한 형 역 - 음식점 사장
- 장명운 : MM엔터 직원 역
- 구시연 : 제임스의 어머니 역
- 박승태 : 제임스의 어머니를 아는 할머니 역
- 박교린 : '루나'의 스탭 역
- 이훈경 : 채지연의 스탭 역
- 조은서 : 넘어지는 우가온을 잡아주는 여대생 역
- 정여빈 : 김유찬의 드라마 상대역 역
- 유일리 : '루나'의 팬인 회사원 역

### 아역
- 류혜린

### 특별출연
- 송영규 : 윤지한 역 - 윤태인의 아버지, 클래식 피아니스트 (3회, 12회)
- 이재윤 : 가온의 유도 관장님 역 (3회, 6회)
- BDC : 신인 아이돌그룹 '블루문' 역 (4~6회)
- 강지영 : 니나 역 - MM엔터 소속 아티스트, 태인의 친구 (8회)

## 결방 및 편성 변경
- 2021년 12월 26일 : 특선 영화 러브레터 : 리마스터링 방송으로 결방.
- 2022년 1월 23일 : 밤 11시부터 11회, 12회 연속 방송된다.

## 참고 사항
- SBS 월화 드라마 '홍천기'의 차기작인 '악의 마음을 읽는 자들'이 당초 2021년 11월 방영작으로 편성할 예정이었지만, 코로나 19 4차 범유행 확산 문제로 프로그램을 제작할 여유가 없어지자, SBS 드라마본부 측에서 금토 드라마 '지금, 헤어지는 중입니다'의 차기작으로 최종 확정한 것과는 별개로 편성하였다.
- 장동주와 이준영은 2019년 OCN 수목드라마 《미스터 기간제》에 이어서 두 번째로 호흡을 맞추게 되었다.
- 박광재와 이재윤은 2019년 영화 《나쁜 녀석들: 더 무비》에 이어서 두 번쨰로 호흡을 맞추게 되었다.

## 같이 보기
- 대한민국의 텔레비전 드라마 목록 (ㄴ)
- 2021년 대한민국의 텔레비전 드라마 목록